# Шетохин, Николай Иоасафович
Никола́й Иоаса́фович Шето́хин (11 февраля 1869 — 1918, Курск) — русский общественный деятель и политик, член Государственной думы 3-го и 4-го созывов от Курской губернии.

## Биография

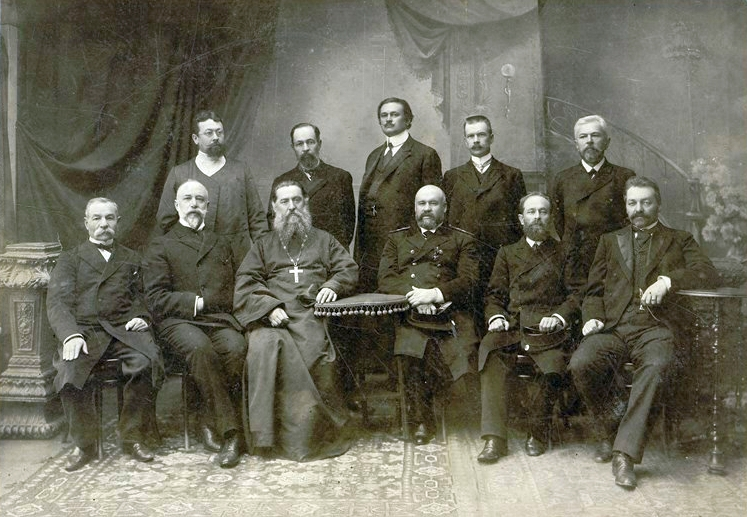
Депутаты Государственной думы Российской империи III созыва от Курской губернии. Стоят: Белогуров Н.А., Кривцов Я.В., Марков Н.Е., Шетохин Н.И., Ступин С.Н.; сидят: Сушков М.А., Барятинский И.В., Рождественский В.Ф., Доррер В.Ф., Шечков Г.А., Лукин В.В.

Потомственный дворянин, крупный землевладелец Корочанского уезда Курской губернии.
Окончил Корочанскую гимназию с золотой медалью и юридический факультет Киевского университета Святого Владимира с дипломом первой степени (1892). Был оставлен на кафедре гражданского и римского права для приготовления к профессорскому званию, но из-за болезни оставил академическую карьеру и занялся общественной деятельностью.
С 1895 года служил земским начальником, с 1904 — непременным членом губернского присутствия по земским и городским делам.
В 1905 стал одним из членов-учредителей Курской Народной Партии Порядка. Также состоял почетным членом Союза русского народа с правами члена-учредителя, членом совета курского губернского отдела СРН, членом Русского собрания.
Избирался членом от Курской губернии в Государственную думу III и IV созывов, входил во фракцию правых. После раскола фракции в 1916 году входил в группу сторонников Н. Е. Маркова. Состоял секретарем думской комиссии по запросам, докладчиком комиссии по исполнению государственной росписи доходов и расходов.
В 1918 году расстрелян большевиками во время Красного террора:

После покушения на Ленина в г. Курске приказано было произвести массовые расстрелы и аресты. Расстрелян предводитель дворянства Офросимов, бывший член Государственной думы Шетохин, председатель Биржевого комитета  Сапунов, член землеустроительной комиссии Кругликов. Особенный террор проявлен по отношению полицейских чинов.

Из Курска сообщают, что расстрелы там происходили в здании Пивоваренного завода Вильма. К небольшой кирпичной стенке были одновременно подведены член Городской думы Шетохин, председатель Обоянской земской управы Грибников и председатель биржевого комитета Сапунов. Шетохин первый подошел к Сапунову, обнял и расцеловал его; в это время раздался залп, и все пали мертвыми.